# Асхабов, Джамалутдин Амирарсланович
Джамалутдин Амирарсланович Асхабов (25 сентября 1954, Буйнакск, Дагестанская АССР, РСФСР, СССР) — советский спортсмен, специализировался по карате, победитель первого чемпионата СССР по карате. Ныне тренер.

## Спортивная карьера
Карате начал заниматься в 1972 году в Калининграде. Первый тренер — Сергей Петров. В 1981 году стал победителем первого в СССР официального чемпионата по карате, победив в финале Леонида Лущика. 

## Тренерская карьера
Является первым тренером многократного чемпиона России, призёра чемпионатов мира и Европы Исламутдина Эльдарушева. Среди его воспитанников также: Ахмед Алиев и Рамазан Рамазанов.

## Личная жизнь
В 1969 году окончил школу № 5 в Буйнакске. В 1972 году окончил буйнакский финансово-экономический техникум. В 1984 году окончил физкультурный факультет Дагестанского государственного педагогического института.

## Спортивные достижения
- Чемпионат РСФСР по карате 1980 — ;
- Чемпионат РСФСР по карате 1981 — ;
- Чемпионат СССР по карате 1981 — ;
- Чемпионат РСФСР по карате 1982 — ;
- Чемпионат СССР по карате 1982 (команда) — ;
- Чемпионат РСФСР по карате 1983 — ;
- Чемпионат РСФСР по карате 1984 — ;